# Водяновка
Водяновка — село в Приволжском районе Астраханской области России. Входит в состав Евпраксинского сельсовета.

## География
Село находится в юго-восточной части Астраханской области, на правом берегу ерика Жилой дельты реки Волги, на расстоянии примерно 10 километров (по прямой) к югу от села Началово, административного центра района. Абсолютная высота — 7 метров ниже уровня моря.
Климат умеренный, резко континентальный. Характеризуется высокими температурами летом и низкими — зимой, малым количеством осадков, а также большими годовыми и летними суточными амплитудами температуры воздуха.

## Население
| 2002 | 2010 |
| ---- | ---- |
| 747  | ↗797 |

По данным Всероссийской переписи, в 2010 году численность населения села составляла 797 человек (381 мужчина и 416 женщин). Согласно результатам переписи 2002 года, в национальной структуре населения русские составляли 85 %.

## Инфраструктура
В селе находятся средняя школа (МБОУ «Приволжская СОШ № 2»), фельдшерско-акушерский пункт (филиал МУЗ «Приволжская центральная районная больница»), дом культуры и отделение Почты России.

## Улицы
Уличная сеть села состоит из 19 улиц и 1 переулка.